# Ambassade d'Algérie en Suède
L'ambassade d'Algérie en Suède est la représentation diplomatique de l'Algérie en Suède, qui se trouve à Stockholm, la capitale du pays.

## Histoire
L’ambassade est située à Danderydsgatan 3-5 dans le district d’Östermalm à Stockholm. La propriété, Näktergalen 39, a été construite en 1924-26 selon les dessins des architectes H Westergren (façade) et Axel Adling (plans). Entre 1966 et 1967, l’ambassade a été située sur Storgatan 18.

## Ambassadeurs d'Algérie en Suède
- Fatah Mahrez : 2009 - 2014
- Ahcene Kerma : 2015 - 2021
- Abdelaziz Djerrad : 2021 - 2023